# 신성록
신성록(申成祿, 1982년 11월 23일~)은 대한민국의 배우이다.

## 이력
농구선수 출신으로 고등학교 2학년 때 부상으로 운동을 포기하고 배우를 꿈꿔왔다. 2003년 SBS 드라마 《별을 쏘다》로 안방극장에 얼굴을 알렸고, 2004년 극단학전의 록뮤지컬 《모스키토》에 발탁됐다. 이후 창작뮤지컬 《사랑은 비를 타고》, 《드라큘라》, 《김종욱 찾기》 등 뮤지컬 무대에서 활약했다. 2007년 《고맙습니다》 최석현역, 2008년 《내 인생의 황금기》 고경우역, 2010년 《이웃집 웬수》에서 장건희 역을 맡으며 가능성 있는 연기자로 떠올랐고, 2010년 SBS 연기대상 연속극 부문 남자 조연상까지 수상했다.
2011년 8월에 입대하여 공익근무요원으로 군 복무를 마치고 2013년 8월 8일에 소집 해제되었다. 소집 해제 후 연극무대로 복귀한 그는 드라마 복귀작인 《별에서 온 그대》를 통해 소시오패스 연기를 선보여 큰 호응을 얻었다.2014년 《라이어게임》 강도영역을 맡아 인상깊은 연기를 보였다.
동생인 신제록도 농구 선수로 활동하였으나, 상무에서 군 복무를 하던 도중 허리 부상으로 의병 제대한 뒤 2013년에 은퇴했다.

## 출연 작품

### 드라마
| 연도 | 방송 | 제목                               | 역할        | 비고     |
| ---- | ---- | ---------------------------------- | ----------- | -------- |
| 2002 | SBS  | 별을 쏘다                          | 영화배우    |          |
| 2004 | SBS  | 일일드라마 흥부네 박터졌네         | 웨이터 철이 |          |
| 2006 | tvN  | 하이에나                           | 이석진      |          |
| 2007 | MBC  | 고맙습니다                         | 최석현      |          |
| 2007 | KBS2 | 드라마시티 - 내게 아주 특별한 연인 | 이진호      |          |
| 2008 | OCN  | 유혹의 기술                        | 현수        |          |
| 2008 | KBS2 | 아빠 셋 엄마 하나                  | 나황경태    |          |
| 2008 | MBC  | 내 인생의 황금기                   | 고경우      |          |
| 2010 | SBS  | 이웃집 웬수                        | 장건희      |          |
| 2013 | SBS  | 별에서 온 그대                     | 이재경      |          |
| 2014 | KBS2 | 트로트의 연인                      | 조근우      |          |
| 2014 | tvN  | 라이어 게임                        | 강도영      |          |
| 2014 | KBS2 | 왕의 얼굴                          | 김도치      |          |
| 2016 | KBS2 | 공항 가는 길                       | 박진석      |          |
| 2017 | MBC  | 죽어야 사는 남자                   | 강호림      |          |
| 2018 | SBS  | 리턴                               | 오태석      |          |
| 2018 | SBS  | 황후의 품격                        | 이혁        |          |
| 2019 | KBS2 | 퍼퓸                               | 서이도      |          |
| 2019 | SBS  | 배가본드                           | 기태웅      |          |
| 2020 | MBC  | 카이로스                           | 김서진      |          |
| 2022 | MBC  | 닥터 로이어                        | 제이든 리   |          |
| 2024 | SBS  | 지옥에서 온 판사                   | 바엘        | 특별출연 |

### 뮤지컬
- 2004년 《모스키토》 - 사오정 역
- 2006년 《사랑은 비를 타고》
- 2006년 《드라큘라》 - 드라큘라 역
- 2006년 《햄릿》 - 햄릿 역
- 2007년 《김종욱찾기》 - 김종욱 역
- 2007년 《실연남녀》 - 연오 역
- 2010년 《틱틱봄》 - 존 역
- 2011년 《영웅》 - 안중근 역
- 2011년 《몬테크리스토》 - 몬테크리스토 백작(에드몬드 단테스) 역
- 2013년 《클로저》 - 댄 역
- 2013년~2014년《카르멘》 - 호세 역
- 2014년 《태양왕》 - 루이14세 역
- 2015년 《엘리자벳》 - 토드 역
- 2016년 《마타하리》 - 라두 역
- 2016년 《키다리 아저씨》 - 제르비스 역
- 2016년~2017년 《몬테크리스토》 -몬테크리스토백작(에드몬드 단테스) 역
- 2017년 《키다리 아저씨》 - 제르비스 역
- 2017년~2018년 《모래시계》 - 박태수 역
- 2018년 《용의자X의 헌신》 - 유카와 역
- 2018년 《키다리 아저씨》 - 제르비스 역
- 2019년 《키다리 아저씨》 - 제르비스 역
- 2019~2020년 《레베카》- 막심 드 윈터
- 2020~2021년 (몬테크리스토 10주년)- 몬테크리스토백작(에드몬드 단테스)역
- 2021년 (드라큘라)- 드라큘라 역
- 2021~2022년  《지킬앤하이드》- 지킬/하이드 역
- 2022년 《엘리자벳》 - 죽음(토드) 역
- 2022년~2023년 《스위니토드》 - 스위니토드 역
- 2023년 《벤허》 - 벤허 역
- 2023~2024년 《드라큘라 10주년》 - 드라큘라역
- 2024년 《파과》 - 투우 역
- 2024년 《프랑켄슈타인》 - 빅터 프랑켄슈타인 역
- 2024~2025년 《스윙데이즈_암호명 A》- 유일형 역
- 2025년 《지킬앤하이드》- 지킬/하이드 역

### 영화
- 2005년 《내 생애 가장 아름다운 일주일》 - 농구선수 상은 역
- 2007년 《내 생애 최악의 남자》 - 권재훈 역
- 2008년 《6년째 연애중》 - 이진성 역
- 2008년 《래빗》 (2008년) - 성록 역
- 2010년 《살인의 강》 - 동식 역
- 2010년 《김종욱 찾기》 - 최 기장 역(우정출연)
- 2011년 《멋진 인생》 - 성록 역(특별출연)
- 2011년 《투혼》 - 강대현 역(특별출연)
- 2016년 《밀정》 - 조회령 역
- 2017년 《프리즌》 - 창길 역

### 예능
- 2009년 MBC 《우리 결혼했어요》42회, 45회 ~ 54회 - 김신영과 함께 부부로 출연
- 2015년 MBC 《황금어장 라디오스타》
- 2017년 SBS 《런닝맨》 372회
- 2019년 SBS 《집사부일체》 - 게스트 출연
- 2020년 SBS 《집사부일체》 - 고정출연
- 2020년 tvN 《더블 캐스팅》 - 진행
- 2024년 JTBC 《배우반상회 》 - 게스트출연

### 뮤직비디오
- 2004년 이승철 - 무정

## 광고
- 2005년 멜론
- 2006년 KTF W커플영상요금
- 2014년 아이러브파스타
- 2018년 신한카드 딥오일
- 2019년 웰컴디지털뱅크
- 2020년 프로야구 H3

## 수상 및 후보
| 연도 | 시상식                         | 부문                                 | 작품                     | 결과 |
| ---- | ------------------------------ | ------------------------------------ | ------------------------ | ---- |
| 2007 | 제13회 한국뮤지컬대상          | 남우신인상                           | 댄싱 섀도우              | 후보 |
| 2008 | MBC 연기대상                   | 남자 신인연기상                      | 내 인생의 황금기         | 후보 |
| 2010 | SBS 연기대상                   | 연속극부문 남자 조연상               | 이웃집 웬수              | 수상 |
| 2014 | 제7회 코리아드라마어워즈       | 핫스타상                             | 별에서 온 그대           | 수상 |
| 2014 | 제3회 아시아태평양 스타 어워즈 | 남자 연기상                          | 별에서 온 그대           | 후보 |
| 2014 | 제22회 대한민국문화연예대상    | 드라마부문 남자 우수연기상           | 별에서 온 그대           | 수상 |
| 2014 | KBS 연기대상                   | 남자 조연상                          | 트로트의 연인, 왕의 얼굴 | 수상 |
| 2014 | SBS 연기대상                   | 중편드라마부문 남자 우수연기상       | 별에서 온 그대           | 수상 |
| 2017 | MBC 연기대상                   | 미니시리즈부문 남자 우수연기상       | 죽어야 사는 남자         | 수상 |
| 2018 | SBS 연기대상                   | 수목드라마부문 남자 최우수연기상     | 리턴, 황후의 품격        | 수상 |
| 2018 | SBS 연기대상                   | 캐릭터 연기상                        | 리턴                     | 수상 |
| 2019 | 제14회 숨피 어워즈             | 최우수조연상 남자부문                | 리턴                     | 후보 |
| 2019 | 제12회 코리아 드라마 어워즈    | 남자 우수연기상                      | 퍼퓸                     | 후보 |
| 2019 | KBS 연기대상                   | 미니시리즈부문 남자 우수연기상       | 퍼퓸                     | 후보 |
| 2019 | KBS 연기대상                   | 남자 네티즌상                        | 퍼퓸                     | 후보 |
| 2019 | KBS 연기대상                   | 베스트 커플상 (with 고원희)          | 퍼퓸                     | 후보 |
| 2019 | SBS 연기대상                   | 미니시리즈부문 남자 우수연기상       | 배가본드                 | 후보 |
| 2020 | SBS 연예대상                   | 베스트 엔터테이너상                  | 집사부일체               | 수상 |
| 2020 | MBC 연기대상                   | 월화 미니·단막부문 남자 최우수연기상 | 카이로스                 | 수상 |
| 2020 | MBC 연기대상                   | 베스트 커플상 (with 이세영)          | 카이로스                 | 후보 |
| 2022 | MBC 연기대상                   | 미니시리즈부문 남자 우수연기상       | 닥터 로이어              | 후보 |